# Tipula araguensis
Tipula araguensis är en tvåvingeart som beskrevs av Alexander 1950. Tipula araguensis ingår i släktet Tipula och familjen storharkrankar.
Artens utbredningsområde är Venezuela. Inga underarter finns listade i Catalogue of Life.